# Sol (sör)
A Sol mexikói sörmárka, amelyet a Heineken tulajdonában álló Cervecería Cuauhtémoc Moctezuma állít elő. A világ 70 országában forgalmazzák.

## Története
Ezt a sört 1899-ben kezdték el gyártani az El Salto de Agua gyárban. Abban a helyiségben, ahol készült, a déli nap sugarai besütöttek egy tetőnyíláson, és rávetültek a sörtartályra: innen kapta a nevét (a spanyol Sol szó jelentése Nap). A termék a következő évben egy párizsi kiállításon máris aranyérmet nyert. 1913-ban a gyárat megvásárolta a mai tulajdonos, a Cervecería Cuauhtémoc Moctezuma, majd 1924-ben, amikor az addig El Solnak nevezett sör az egyszerűbb Sol nevet vette fel, megkezdték terjeszkedésüket Mexikó középső vidékein. 1961-ben Luis Sánchez és Guillermo Sánchez személyében megérkeztek az első szakértő sörfőzők a Moctezuma főzdébe: Luis feladata volt, hogy elvégezze a sör első részletes analíziseit.
A Sol forgalmazását 1980-ban kezdték meg Európában, többek között az Egyesült Királyságban és Németországban, 1995-ben pedig tovább terjeszkedtek Mexikóban is: a régebben még kifejezetten a déli vidékek sörének számító Sol ekkor már az ország mintegy 90%-ában elterjedt. A Sol kivette a részét a mexikói labdarúgás támogatásából is, 1999-ben már 15 első és másodosztályú klub támogatója volt. 2000-ben már 50 országban volt kapható. 2005-ben jelent meg az alkoholmentes változat, 2007-ben pedig bemutatták a citromos-sós Solt, amelyet a következő évben hoztak forgalomba. 2011-ben jelent meg a Sol Clamato, 2016-ban pedig a Sol Michelada.

## Változatai
A Sol márkanév többféle sört vagy sört is tartalmazó italt takarhat:
- Sol Original: az eredeti világos sör, 4,5%-os alkoholtartalommal.
- Sol Oscura: borostyánszínű, 4,2%-os, alsó erjesztésű sör.
- Sol Clamato: világos sör és a Clamato nevű ital keveréke: ez utóbbi fűszereket, paradicsomlét és jugo de almeját tartalmaz, ami nem más, mint bizonyos kagylók főzésekor keletkező lé.[3] A keverék alkoholtartalma 2,5%.
- Sol Michelada: világos sör és egyfajta mártás keveréke, alkoholtartalma 3,5%.
- Sol Cero: alkoholmentes sör.